# Charity Creek
Charity Creek är ett vattendrag i Australien. Det ligger i delstaten New South Wales, i den sydöstra delen av landet, omkring 240 kilometer nordost om delstatshuvudstaden Sydney.
I omgivningarna runt Charity Creek växer i huvudsak städsegrön lövskog. Runt Charity Creek är det glesbefolkat, med 12 invånare per kvadratkilometer. Genomsnittlig årsnederbörd är 1 788 millimeter. Den regnigaste månaden är februari, med i genomsnitt 357 mm nederbörd, och den torraste är oktober, med 34 mm nederbörd.